# Гуити, Сельсо
Се́льсо Фре́ди Гуи́ти Ну́ньес (исп. Celso Fredy Güity Núñez; 7 августа 1955, Ла-Сейба — 12 февраля 2021, Майами, Флорида) — гондурасский футболист, нападающий. Участник чемпионата мира 1982 года.

## Карьера

### Клубная
Играл за клубы «Марафон» и «Сула» футбольной лиги Гондураса.

### В сборной
В составе сборной был на чемпионате мира 1982 года в Испании, однако на поле не выходил. Принимал участие в отборочных играх к чемпионату мира 1986 года.

## Смерть
Умер в Майами от опухоли кости 12 февраля 2021 года.